# Челья
Челья (ісп. Chella (офіційна назва), валенс. Xella) — муніципалітет в Іспанії, у складі автономної спільноти Валенсія, у провінції Валенсія. Населення — 2820 осіб (2010).

## Географія
Муніципалітет розташований на відстані близько 300 км на південний схід від Мадрида, 55 км на південний захід від Валенсії.

## Демографія
Динаміка населення (INE ):

## Галерея зображень

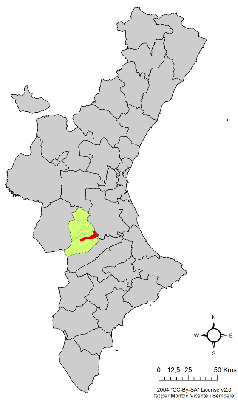
Розташування муніципалітету Челья у автономній спільноті Валенсія
Розташування муніципалітету Челья у комарці Каналь-де-Наваррес